# Ashok Vijh
 (octobre 2022).
Si vous disposez d'ouvrages ou d'articles de référence ou si vous connaissez des sites web de qualité traitant du thème abordé ici, merci de compléter l'article en donnant les références utiles à sa vérifiabilité et en les liant à la section « Notes et références ».
Ashok K. Vijh (Penjab, Inde, 15 mars 1938 - ) est un chimiste québécois.

## Biographie
Détenteur d'un Ph.D. de l'Université d'Ottawa, il est recruté par Lionel Boulet au sein de la première équipe de chercheurs de l'Institut de recherche d'Hydro-Québec.
Ashok Vijh a été nommé président de l’Académie des sciences de la Société royale du Canada de 2005 à 2007. C'est la première fois qu'un Canadien d'origine non européenne occupe ce poste.

## Distinctions

### Prix
- 1973 - Prix Lash-Miller
- 1979 - Prix Noranda
- 1984 - Prix Urgel-Archambault
- 1987 - Prix Izaak-Walton-Killam
- 1998 - Prix Marie-Victorin des Prix du Québec [2]
- 2018 - Prix d'électrochimie de l'ECS Canada (ce prix n'avait pas été octroyé depuis 8 ans)[3]

### Honneurs
- 1985 - Fellow de la Société royale du Canada
- 1986 - Fellow de l'American Physical Society

### Décorations
- Membre de l'Ordre du Canada
- Ordre national du Québec Chevalier en 1987, Officier en 2008.
- Chevalier de l'Ordre de Montréal en 2017[4].
- Membre honoraire de l'Académie canadienne du génie (2022)[5]
- Membre étranger de l'Académie des sciences d'Inde (1994)[6]